# Rozdziele (Gorlice)
Pour les articles homonymes, voir Rozdziele.
Rozdziele est une localité polonaise de la gmina de Lipinki, située dans le powiat de Gorlice en voïvodie de Petite-Pologne.